# Cryptocentrus leucostictus
Cryptocentrus leucostictus és una espècie de peix de la família dels gòbids i de l'ordre dels perciformes.

## Morfologia
Els mascles poden assolir els 7,5 cm de longitud total.

## Distribució geogràfica
Es troba al Mar d'Andaman i Samoa.